# 숙달
숙달(叔達)은 당나라에서 고구려에 온 도사(道士)이다. 고구려의 억불양도(抑佛揚道) 정책에 따라 고구려에 초빙되어 불사(佛寺)에 도관(道觀)을 차리고 도교를 포교하여 전성시대를 이루었다고 한다.

## 참고 문헌
- 이 문서에는 다음커뮤니케이션(현 카카오)에서 GFDL 또는 CC-SA 라이선스로 배포한 글로벌 세계대백과사전의 내용을 기초로 작성된 글이 포함되어 있습니다.